# Alex Kidd

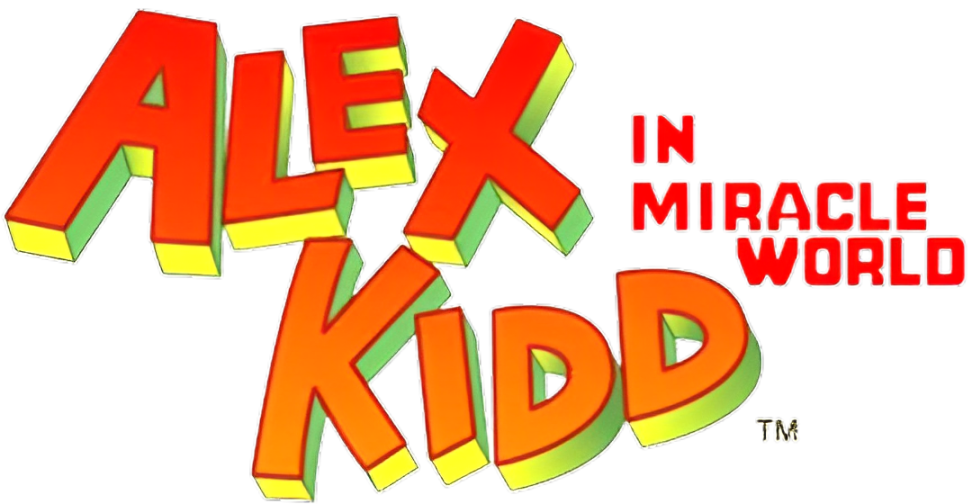
Das Logo der Serie

Alex Kidd ist die namensgebende Computerspielfigur einer Computerspielreihe des Spieleherstellers Sega und ehemaliges Maskottchen des Unternehmens. Sie ist eine Erfindung von Kotaro Hayashida (auch bekannt als Ossale Kohta), der seit 1983 für Sega Spiele entwickelte.

## Geschichte
Anfang der 1980er Jahre wurde die Videospiel-Welt von einem weltweiten Crash getroffen. Viele Firmen der Branche mussten zwischen 1983 und 1984 Konkurs anmelden. Andere, wie beispielsweise Atari standen am Rande des Ruins. Der amerikanische Großkonzern Gulf+Western, in dessen Hand Sega seit 1969 war, verkaufte die US-Niederlassung an die Bally Manufacturing Corporation, eine Firma für Flipper- und Spielautomaten. Die japanische Niederlassung wurde für 38 Millionen US-Dollar an mehrere Investoren verkauft, darunter David Rosen, der Vorstandsvorsitzende der amerikanischen Niederlassung und der japanische Unternehmer Hayao Nakayama, der auch Geschäftsführer in Japan wurde. Ein Jahr später wurden beide Standorte von CSK aufgekauft und die neue Sega Enterprises Ltd entstand.
Während dieser Zeit stagnierte die Anzahl der veröffentlichten Videospiele weltweit. Die Hersteller, die die Zeit mit einem blauen Auge überstanden hatten, arbeiteten an neuen Produkten und auch Sega hatte nach der Umstrukturierung viele Pläne. Dazu gehörte auch ein neues Maskottchen für die Firma, Alex Kidd.
Seinen ersten Auftritt hatte er in Alex Kidd in Miracle World, das am 1. November 1986 in Japan für das Sega Master System veröffentlicht wurde.
Nur wenige Monate vorher erschien Super Mario Bros. auf Nintendos Konkurrenzkonsole Nintendo Entertainment System.
Zwischen den beiden Spielen bestanden deutliche Parallelen: so waren beide Figuren die Maskottchen ihrer jeweiligen Firma und beide agierten in Jump-’n’-run-Spielen.
Trotz durchweg positiver Kritiken konnte jedoch keines der insgesamt sechs erschienenen (s. u.) Spiele der Alex-Kidd-Reihe mit den Erfolgen von Super Mario mithalten. Das wird meist weniger mit der Spielfigur selbst in Verbindung gebracht, sondern eher mit den wesentlich besseren Verkaufszahlen der Nintendo-Konsolen. Gleichzeitig wird oft kritisiert, dass sich die einzelnen Spiele hinsichtlich des Gameplay sehr deutlich voneinander unterscheiden. Während Super Mario auch heute noch zusammen mit seinem Bruder Luigi Prinzessin Toadstool rettet, änderten sich in den Alex-Kidd-Spielen stets die Gegner und Spielumgebungen.
Nach 1990 wurde Alex Kidd als Maskottchen von Sonic the Hedgehog abgelöst. Seitdem hatte er mehrere kleine Auftritte in Videospielen. In dem 2001 in Japan für die Dreamcast erschienenen Segagaga tritt er als Videospiel-Verkäufer auf und philosophiert darüber, wie er sich zunächst gegen Nintendo und Super Mario behaupten musste und dann von Sonic abgelöst und vergessen wurde.

## Charakter
Alex Kidd lebt auf dem Planeten Aries. Besonders markant sind seine großen Ohren, sein roter Overall und seine langen Koteletten. Sieben Jahre lang studierte er auf Mt. Eternal Shellcore, eine Kunst, die es einem Menschen ermöglicht, Felsen zu zertrümmern.

## Spiele

### Alex Kidd in Miracle World
Alex Kidd in Miracle World (japanisch アレックスキッドのミラクルワールド) wurde 1986 in Japan veröffentlicht. Alex erfährt von einem sterbenden Mann, dass die Stadt „Radaxian“ in Gefahr ist und bekommt eine Karte und ein Medaillon von ihm. Er findet heraus, dass er zunächst „Janken the Great“ besiegen muss, der über den Planeten „Janbarik“ herrscht. Der Name ist abgeleitet von „Janken“ (jap. じゃんけん), im deutschsprachigen Raum bekannt als Schere, Stein, Papier. In diesem Spiel muss er sich auch behaupten, wenn er einem Diener von „Janken“ begegnet.
Alex Kidd bewegt sich in diesem Spiel zu Fuß, schwimmt oder mit verschiedenen Fortbewegungsmitteln wie seinem Motorrad „Sukopako motorcycle“ und dem Helikopter „Peticopter“.
In insgesamt elf Levels muss er sich gegen Vögel, Fledermäuse und viele andere Tiere durchsetzen und jeweils einen Sack mit Geld finden, mit dem er sich zusätzliche Ausrüstung kaufen kann.
Es existieren zwei unterschiedliche Versionen des Spiels, die sich allerdings lediglich in der Szene unterscheiden, die nach dem erfolgreichen Abschließen eines Levels zu sehen ist. In Europa und Amerika verspeist Alex Kidd einen Hamburger, in Asien ein Reisbällchen.
Das Spiel erhielt 1990 noch einmal einen deutlichen Popularitätsschub, da es bereits in das Sega Master System 2 integriert war. Nicht zuletzt durch diesen Umstand ist Alex Kidd in Miracle World das meistverkaufte Spiel für die Konsole.
Eine Neuauflage des Spiels wurde 2002 im Rahmen der Sega Ages-Serie für die PlayStation 2 angekündigt. Es erschien, im Gegensatz zu vielen anderen Sega-Klassikern aber nie.
Seit 13. Juni 2008 ist das Spiel in Deutschland für die Nintendo Wii Virtual Console verfügbar und seit Juni 2012 auch im PlayStation Store für die PlayStation 3.

### Alex Kidd: The Lost Stars
Alex Kidd: The Lost Stars (japanisch アレックスキッドザ・ロストスターズ) wurde 1986 als einziger Titel der Reihe als Arcade-Spiel veröffentlicht. Es war das eigentliche Debüt der Spielfigur, fand jedoch wenig Aufmerksamkeit, bis wenig später „Alex Kidd in Miracle World“ erschien. Erst zwei Jahre später, 1988, war „Alex Kidd and the Lost Stars“ auch für das Master System erhältlich.
In diesem Teil begibt sich Alex als Kronprinz von Aries auf die Suche nach 12 Sternzeichen, die vom Himmel verschwunden sind. Er begibt sich dazu auf den Mount Eternal, wo er erfährt, dass die Sterne schon einmal vor vielen Jahren von „Ziggurat“ (in einigen Versionen auch „Jiggurat“) gestohlen wurden. Auf dem Weg zu diesem reist er durch 14 Level, die allerdings im Prinzip nur aus sieben verschiedenen bestehen. Nach dem siebten Level wiederholen sie sich in einer schwierigeren Variante.
Ein Level spielt im Körper eines Menschen oder der Spieler wird von Hunden angegriffen, deren Gebell in Form von Buchstaben auf Alex Kidd zufliegen und diesem Schaden zufügen können. In den Zwischensequenzen hat die Hauptfigur der Fantasy-Zone-Reihe, Opa-Opa, einen Kurzauftritt und es ist eines der wenigen Master System Spiele mit Sprachausgabe.
Insbesondere durch das bunte Leveldesign und sehr einfache Gegner hatte es den Ruf eines Kinderspiels. Zudem wurde die schwammige Steuerung kritisiert.

### Alex Kidd BMX Trial
Alex Kidd BMX Trial (japanisch アレックスキッドBMXトライアル) erschien am 15. November 1987 in Japan. Alex Kidd muss hier auf einem BMX-Rad mit einem speziellen Controller gesteuert werden, der eigens für dieses Spiel produziert und verkauft wurde. Im Gegensatz zu den anderen Spielen ist es ein reines Sport-Spiel.

### Alex Kidd in High-Tech World
Alex Kidd in High-Tech World, auch bekannt als Alex Kidd III, wurde am 23. Januar 1989 für das Master System veröffentlicht. Alex begibt sich hier auf die Suche nach den acht Teilen einer Karte. Dabei kämpft er im Wald gegen Ninjas und andere Kreaturen, durchreist eine Stadt und muss sich einen Reisepass erkämpfen. Viele Ereignisse sind zeitbasiert, das bedeutet, dass z. B. einige Gegner nur zu einer bestimmten Uhrzeit erscheinen. Um zu gewinnen, muss er bis 17 Uhr sein Ziel erreicht haben.
Für ein Jump ’n’ run enthält Alex Kidd in High-Tech World eine Besonderheit: der Spieler kann mit einem Passwort zu seinem ursprünglichen Spielstand zurückkehren.
Das Spiel basiert auf einem älteren Spiel namens „Anmitsu Hime“, das für die in Japan bekannten Anmitsu-Hime-Animes und -Mangas erstellt wurde. Die Hauptfigur, die im Ursprungsspiel eine japanische Prinzessin war, wurde hier durch Alex Kidd ersetzt. Zusätzlich wurde der Bildschirmtext und die Story entsprechend angepasst. Das führt dazu, dass im Spielablauf einige Widersprüche auftreten. Dazu zählt beispielsweise, dass Alex Vater im Vorspann zu sehen ist, dieser aber im kurze Zeit später erschienen Alex Kidd and the Enchanted Castle als vermisst gilt.
Obwohl Alex Kidd in High-Tech World der direkte Nachfolger von Alex Kidd in Miracle World und Alex Kidd and the Lost Stars ist, veränderte man das Spielprinzip so sehr, dass viele Anhänger der beiden ersten Teile enttäuscht waren. Der Schwerpunkt liegt nun auf Rätseln und Puzzlen. Das gesamte Spiel besteht aus nur vier Leveln.

### Alex Kidd in the Enchanted Castle
Alex Kidd in the Enchanted Castle erschien 1989 für das Sega Mega Drive. Alex erfährt in diesem Spiel, dass sein vermisster Vater immer noch am Leben ist und begibt sich auf die Suche nach ihm.
Das Spiel hat große Ähnlichkeit mit dem ersten Teil der Alex-Kidd-Serie. Alex muss sich gegen ähnliche Gegner durchsetzen, beherrscht die Kampftechniken aus „Alex Kidd in Miracle World“ und spielt auch wieder „Schere, Stein, Papier“. In der ursprünglichen japanischen Version verlieren dabei besiegte Gegner ihre Kleidung. Dies wurde in der amerikanischen Version durch ein auf den Gegner herunterfallendes Gewicht ersetzt.
„Alex Kidd and the Enchanted Castle“ erschien am 2. Februar 2007 in der Sega Mega Drive Collection (auch Sega Genesis Collection in den USA) – einer Spielesammlung mit alten Spielen für das Sega Mega Drive, die für die PlayStation 2 und die PlayStation Portable veröffentlicht wurde. Nintendo hat zudem eine Veröffentlichung auf der Virtual Console angekündigt.

### Alex Kidd in Shinobi World
Alex Kidd in Shinobi World war 1990 auf dem Master System der bisher letzte offizielle Auftritt als Titelheld. Die Entwickler nahmen sich die Kritik an Alex Kidd in High-Tech World zu Herzen und reduzierten die zu bewältigenden Rätsel und Puzzle wieder deutlich.
Es ist eine Parodie auf das Sega-Spiel Shinobi und enthält als Spielmusik zahlreiche Remixe des Shinobi-Soundtracks. Gerüchte besagen, dass Alex Kidd auch noch in vielen weiteren Parodien auftreten sollte, die Entwicklung allerdings aufgrund des Erfolges des neuen Sega-Maskottchens Sonic eingestellt wurde.
Auch wurde oft vermutet, dass Alex Kidd, ähnlich wie in „Alex Kidd in High-Tech World“, nicht der ursprüngliche Hauptcharakter war, für den das Spiel entwickelt wurde. Das wird durch eine Ankündigung bestätigt, die 1990 in einem amerikanischen Sega-Magazin erschien. Dort wird der komplette Spielinhalt unter dem Namen „Shinobi Kid“ beschrieben. Interessant ist dabei insbesondere der erwähnte Endgegner des ersten Levels, „Mari-Oh“, der als Seitenhieb auf Nintendos Superhelden beschrieben wird. In der letztendlich erschienenen Version nennt sich dieser Endgegner „Kabuto“, besitzt aber große Ähnlichkeit zu Super Mario.

### Remake
Der Franzose Darmon Xavier veröffentlichte 2007 ein Remake des Klassikers Alex Kidd in Miracle World. Es lässt sich kostenlos von seiner Homepage herunterladen und bietet dem Spieler die Möglichkeit, Level selbst zu designen.

### Sega Superstars Tennis
Im aktuellen Sega-Spiel Sega Superstars Tennis taucht Alex Kidd als eine der freischaltbaren Figuren auf.

## Merchandise
Zwischen 1986 und 1990 erschienen insbesondere in Japan zahlreiche Fanartikel von Alex Kidd. Darunter Plastik- und Plüschfiguren, ein Brettspiel, Comics und zahlreiche weitere Dinge.